# 苏达卡尔·达莱拉
苏达卡尔·达莱拉（1969年7月15日—），印度外交官，現任印度駐不丹大使。

## 經歷
苏达卡尔·达莱拉生于1969年7月15日。
2022年8月11日起，任印度驻不丹大使。